# فشار تابش

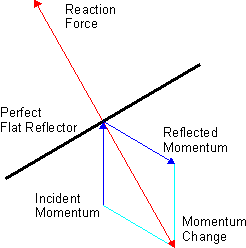
نیروی بازتاب بر یک صفحهٔ بازتابنده برابر منتجهٔ (رزلتانت) شتاب فوتون است

فشار تابش (به انگلیسی: Radiation pressure)، فشاری است بر روی هر سطح در معرض تابش الکترومغناطیسی اعمال می‌شود. فشار تابش منجر به تعامل بین تابش الکترومغناطیسی و بدنه‌های مختلف؛ از جمله پیکرابرهایی از ذره‌ها یا گازها، می‌شود. این تعاملات می‌توانند جذب، انعکاس یا در برخی موارد هر دو باشد؛ (مورد معمول). بدنه‌ها نیز به نوبه ی خود تابش را منتشر می‌کنند و در نتیجه فشار ناشی از آن را تجربه می‌کنند.
نیروهای تولید شده توسط فشار تابش عموماً بسیار کوچک‌تر از آنی هستند تا بتوانند در شرایط روزمره شناسایی شوند؛ با این حال، آن‌ها نقش مهمی در برخی از تنظیمات، مانند اخترشناسی و اخترپویاشناسی بازی می‌کنند. به عنوان مثال، اگر تأثیر فشار تابشِ خورشید بر روی فضاپیماهای وایکینگ نادیده گرفته می‌شد، فضاپیما می‌توانست حدود ۱۵٬۰۰۰ کیلومتر از مدار مریخ منحرف شود.
این مقاله به جنبه‌های ماکروسکپیک فشار پرتو اشاره دارد. جنبه‌های مکانیکی مکانیک کوانتومی این تعاملات در مقاله‌های تخصصی موضوع مورد بحث قرار گرفته است. جزئیات مربوط به؛ چگونگی تعامل فوتون‌ها با اتم‌ها در طول موج‌های مختلف را می‌توان از طریق لینک‌هایی که در بخش «جستارهای وابسته» آمده‌اند مطالعه کرد.